# 保祿二世
保祿二世（拉丁語：Paulus PP. II；1417年2月23日—1471年7月26日）原名伯多祿·巴爾博（Pietro Barbo），1464年8月30日當選教宗，同年9月16日即位至1471年7月26日為止。

## 譯名列表
- 保祿二世：天主教香港教區禮儀委員會：禧年專頁（页面存档备份，存于）、香港天主教教區檔案　歷任教宗、《大英簡明百科知識庫》2005年版[永久]作保祿。
- 保罗二世：《世界人名翻譯大辭典》1993年版作保罗。